# Swaziland ved sommer-OL 2024
Swaziland deltog i sommer-OL 2024 i Paris, Frankrig, fra den 26. juli til den 11. august 2024.
De vandt ingen medaljer.

## Medaljer
| 2024 Paris | Guld | Sølv | Bronze | Total |
| Swaziland  | 0    | 0    | 0      | 0     |

### Medaljevinderne
| Swaziland under sommer-OL 2024 i Paris | Swaziland under sommer-OL 2024 i Paris | Swaziland under sommer-OL 2024 i Paris | Swaziland under sommer-OL 2024 i Paris | Swaziland under sommer-OL 2024 i Paris |
| Medalje                                | Navn                                   | Sport                                  | Event                                  | Dato                                   |
| -------------------------------------- | -------------------------------------- | -------------------------------------- | -------------------------------------- | -------------------------------------- |
| -                                      | -                                      | -                                      | -                                      | -                                      |